# バーゲン・ストリート駅 (INDカルバー線)
バーゲン・ストリート駅（Bergen Street）はブルックリン区ボアラムヒルのバーゲン・ストリートとスミス・ストリート交差点に位置するニューヨーク市地下鉄INDカルバー線の駅で、F系統及びG系統が終日停車する。開業当初の駅は急行停車駅だったが、1976年に急行が廃止されてからは使用されず、1999年の火災で使用できなくなり、復旧には多額の費用を要するという。

## 歴史
駅は1933年3月20日に開業し、当初は終着駅だったが同年中に南へ延伸され途中駅となった。当初はバーゲン・ストリート側の入口しか使用されていなかった。
同年の10月7日にチャーチ・アベニュー駅へ延伸されて1937年にはINDクロスタウン線への接続線も開業した。
1990年代に駅は改装を行った。その後の1999年に下層階で火事が起こり、この影響で下層階ホームは使用できなくなってしまい、急行列車はジェイ・ストリート-メトロテック駅から7番街駅まで4駅連続で通過しなければならなくなったうえに駅全体を休止したこともあった。2008年秋に信号の改修が終了した:20:20。

## 駅構造
| G             | 地上階                       | 出入口 |
| B1 上層ホーム | 相対式ホーム、右側ドアが開く | 相対式ホーム、右側ドアが開く |
| B1 上層ホーム | 北行緩行線                   | ← ジャマイカ-179丁目駅行き（ジェイ・ストリート-メトロテック駅） ← コート・スクエア駅行き（ホイト-スカーマーホーン・ストリーツ駅）      |
| B1 上層ホーム | 南行緩行線                   | → コニー・アイランド-スティルウェル・アベニュー駅行き（キャロル・ストリート駅）→ チャーチ・アベニュー駅行き（キャロル・ストリート駅）→ |
| B1 上層ホーム | 相対式ホーム、右側ドアが開く | |
| B2 下層ホーム | 相対式ホーム、不使用         | 相対式ホーム、不使用 |
| B2 下層ホーム | 北行急行線                   | ← 通過 （定期列車なし：ジェイ・ストリート-メトロテック駅）                                                                             |
| B2 下層ホーム | 南行急行線                   | → 通過 → （定期列車なし：7番街駅） |
| B2 下層ホーム | 相対式ホーム、不使用         | |

駅は相対式ホーム4面4線の駅で、上層の2面2線のみ使用されている。ラッシュ時の急行<F>系統は下層階に停車することなく通過する。改札は上層ホーム横にあり、ホーム間の連絡通路はない。同様の形態はIRTレキシントン・アベニュー線86丁目駅及びINDフルトン・ストリート線ノストランド・アベニュー駅にも存在し、方向を跨いでの乗り換えはキャロル・ストリート駅で行う必要がある。

### 出口

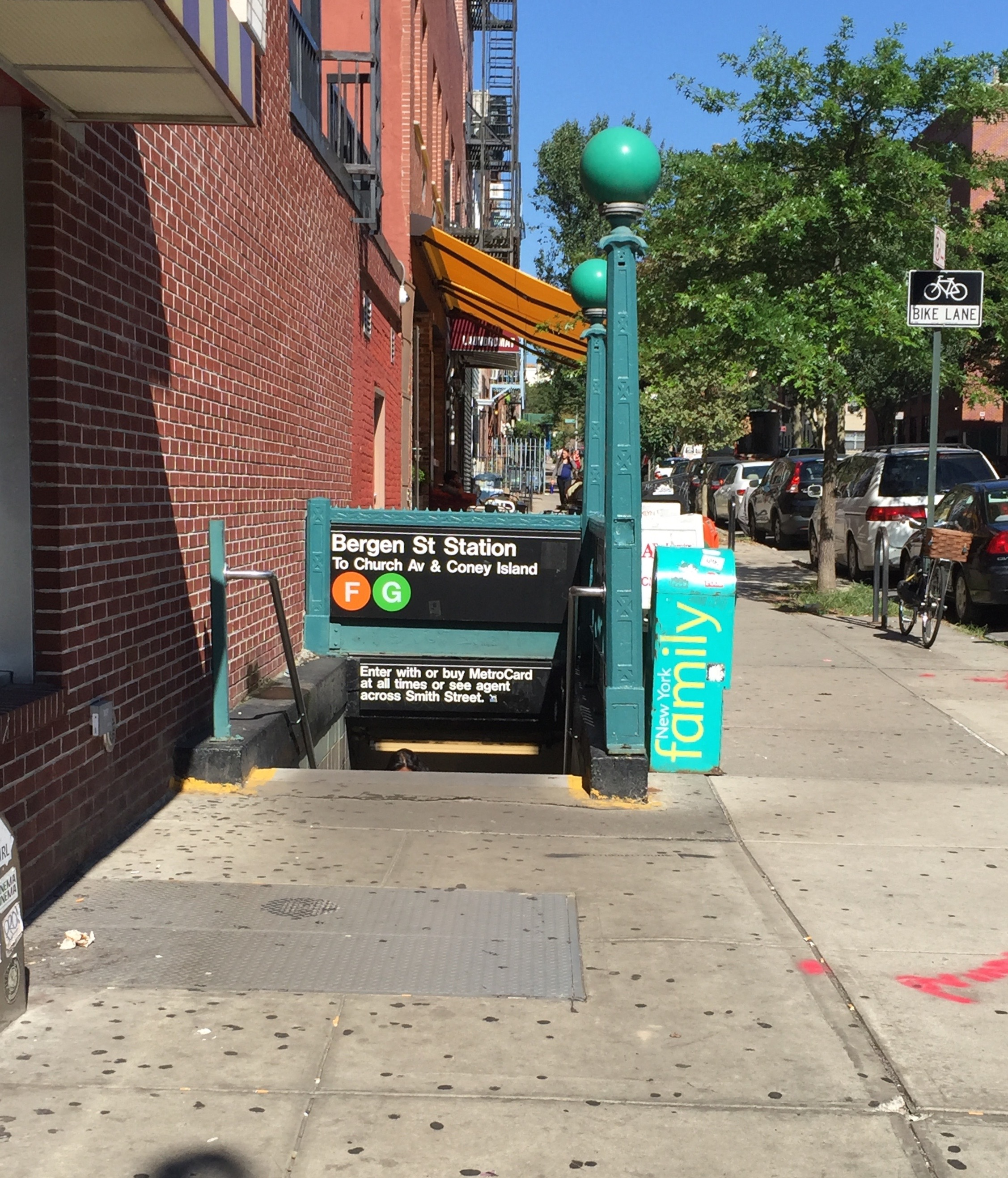
南行ホームへの階段

| 位置:35                                              | 種類 | 数 | 接続ホーム |
| ---------------------------------------------------- | ---- | -- | ---------- |
| バーゲン・ストリートとスミス・ストリート交差点北西   | 階段 | 1  | 南行       |
| バーゲン・ストリートとスミス・ストリート交差点南西   | 階段 | 1  | 南行       |
| バーゲン・ストリートとスミス・ストリート交差点北東   | 階段 | 1  | 北行       |
| バーゲン・ストリートとスミス・ストリート交差点南東   | 階段 | 1  | 北行       |
| ウォーレン・ストリートとスミス・ストリート交差点北西 | 階段 | 1  | 南行       |
| ウォーレン・ストリートとスミス・ストリート交差点北東 | 階段 | 1  | 北行       |

### 線路とホーム
1968年から1976年まで急行線は使用されていた:5。その後下層ホームは使用されなくなった:6。また、下層階はジェイコブス・ラダーの収録の際に使用された。現在、下層階はA系統及びC系統の列車が留置されている:6。
駅北側で緩行線は分岐する。1方はF系統が使い、ジェイ・ストリート-メトロテック駅に行くのに対し、もう1方はG系統が使用、INDクロスタウン線となってホイト-スカーマーホーン・ストリーツ駅に向かう:Appendix D-1。急行線はINDクロスタウン線に入れない。